# Kerpangan
Kerpangan is een bestuurslaag in het regentschap Probolinggo van de provincie Oost-Java, Indonesië. Kerpangan telt 5542 inwoners (volkstelling 2010).